# سوارکاری در المپیک تابستانی ۲۰۰۴
سوارکاری در بازی‌های المپیک تابستانی ۲۰۰۴ نام رویداد ورزش سوارکاری در بازی‌های المپیک تابستانی بود که در سال ۲۰۰۴ برگزار شد.
منطقه آتیک در یونان میزبان مسابقات بود.

## جدول مدال‌ها
| رتبه | کشور                      | طلا | نقره | برنز | مجموع |
| ۱    | ایالات متحده آمریکا (USA) | ۱   | ۲    | ۲    | ۵     |
| ۲    | آلمان (GER)               | ۱   | ۱    | ۲    | ۴     |
| ۳    | بریتانیای کبیر (GBR)      | ۱   | ۱    | ۱    | ۳     |
| ۴    | هلند (NED)                | ۱   | ۰    | ۰    | ۱     |
| ۴    | فرانسه (FRA)              | ۱   | ۰    | ۰    | ۱     |
| ۴    | برزیل (BRA)               | ۱   | ۰    | ۰    | ۱     |
| ۷    | اسپانیا (ESP)             | ۰   | ۱    | ۱    | ۲     |
| ۸    | سوئد (SWE)                | ۰   | ۱    | ۰    | ۱     |